# Marc Oliver Sommer
Marc Oliver Sommer (* 20. Mai 1962 in Hamburg) ist ein deutscher Manager.

## Leben
Sommer, Sohn eines Musikers, studierte zunächst Musik am Conservatoire National de Paris mit dem Ziel, Dirigent zu werden. Er gab Konzerte und finanzierte sein Studium mit dem Schreiben von Filmmusik für Arnaud Desplechin, so schrieb er die Musik für seine frühen Werke Das Leben der Toten und Die Wache. Nach seinem Wehrdienst absolvierte er bis 1992 ein Studium der Wirtschaftswissenschaften am Institut d’études politiques de Paris.
Nach dem Studium war er bei Bertelsmann über 13 Jahre in verschiedenen Funktionen tätig. Er war Mitglied des Vorstandes von Direct Group Bertelsmann, einem Tochterunternehmen des internationalen Verlags- und Medienkonzerns, sowie Geschäftsführer der 2001 übernommenen Groupe France Loisirs und ab Dezember 2004 auch des Bertelsmann-Buchclubs Der Club.
Sommer wechselte zum 1. Januar 2006 in den Vorstand des KarstadtQuelle-Konzerns und übernahm zudem die Leitung des Geschäftsbereichs Versandhandel, der in der Primondo GmbH organisiert war und zu dem u. a. die Quelle GmbH und die neckermann.de GmbH gehörten. Im April 2008 wurde Sommer stellvertretender Vorstandsvorsitzender des jetzt unter der Bezeichnung Arcandor firmierenden Konzerns. Bei der Insolvenz der Arcandor AG im Juni 2009 verblieb Sommer als einziger Vorstand beim Konzern und war bis Juni 2010 für die Versandsparte Primondo mit Quelle verantwortlich. Im Zusammenhang mit Ermittlungen und Verfahren wegen überhöhter Bonus-Zahlungen bei Arcandor wurde auch über hohe Bezüge und Sonderboni für Sommer berichtet.
Seit Januar 2010 arbeitet Sommer als Senior Advisor im Private-Equity-Bereich. 2012 wurde er geschäftsführender Gesellschafter der Hess Natur GmbH in Butzbach. Dort wechselte er im März 2016 wieder in den Beirat. Daneben ist Marc Sommer seit 2007 Mitglied des Aufsichtsrates der Thomas Cook AG und Mitglied des Kuratoriums der Gesellschaft der Freunde der Bayreuther Richard Wagner Festspiele.
Marc Sommer ist seit 2017 geschäftsführender Gesellschafter der campus naturalis Akademie und seit 2022 Gründer und Geschäftsführer der Spexa GmbH. Diese verantwortet die Marktumsetzung des Business Health Index (BHI), einem neuen Standard für das betriebliche Gesundheitsmanagement. Sommer ist Mitglied des Vorstandes der Business Health Organization e.V.
Sommer wurde in 2002 vom französischen Präsidenten als Chevalier des Arts et Lettres ausgezeichnet.
Er ist verheiratet und hat 4 Kinder.